# Fusillade de la cour d'école de Stockton
La fusillade de la cour d'école de Stockton est une tuerie en milieu scolaire qui s’est produite le mardi 7 janvier 1989 à l'école élémentaire Cleveland (Cleveland Elementary School), située à Stockton en Californie, aux États-Unis. Peu avant midi, Patrick Purdy tire à 106 reprises en trois minutes dans la cour de récréation de l'école maternelle, tuant cinq enfants et en blessant 29 autres ainsi qu'un professeur. Purdy se suicide ensuite d'une balle dans la tête.

## Fusillade
Le 7 janvier 1989, Patrick Purdy conduit sa Chevrolet jusqu'à l'école maternelle de Stockton en Californie où il a été un jeune élève seize ans auparavant. Il est armé d'un fusil semi-automatique de type 56 AK-47 chinois de la marque Norinco sur lequel il a gravé les mots « freedom », « victory » et « Hezbollah »,,. Une baïonnette est fixée au bout de l'arme d'assaut. Il porte un gilet pare-balles sous une veste de camouflage sur laquelle est écrit « PLO », « Libya » et « death to the Great Satin »,. Il a également écrit des mots sur ses chargeurs comme « evil » et « humanoids ». Il a placé des bouchons dans ses oreilles.
Après en être sorti, il met volontairement feu à son véhicule avec une bouteille de bière transformée en cocktail molotov, remplie d'essence avec une mèche à l'intérieur,. Alors que les enfants de l'école maternelle s'amusent dans la cour pendant leur pause du déjeuner, Purdy actionne la détente de son arme à de nombreuses reprises, recharge et tire de nouveau. Plus de 29 impacts de balle sont retrouvés sur le mur de la salle 17. Apeurés, les enfants courent dans tous les sens. Après quatre minutes de feu, le tireur se tire une balle dans la tête avec son pistolet 9 mm Taurus PT-92.

## Victimes
Les victimes mortelles de la fusillade sont trois Cambodgiennes : Ram Chun (8 ans), Sokhim An (6 ans) et Oeun Lim (8 ans), un Cambodgien : Rathanan Or (9 ans), et une Vietnamienne : Thuy Tran (6 ans). L'école maternelle est à 68,6 % asiatique. De nombreux autres enfants sont traumatisés par la fusillade.
Au lendemain du drame, de nombreux enfants ne se déplacent pas à l'école. Le jeudi, 674 des 975 élèves de l'établissement sont présents.

## Tireur

### Profil
Selon le certificat de naissance retrouvé par la police dans son véhicule, Patrick Purdy est né le 10 novembre 1964 à Fort Lewis. Il utilise d'autres noms comme Patrick West et Eddie Purdy West et les trois documents d'identité retrouvés sur lui indiquent des dates différentes. Son père Patrick Benjamin Purdy est divorcé de sa mère Kathleen. Son père meurt dans un accident de voiture en 1981.
Le casier judiciaire de Purdy compte de nombreux incidents. En 1980, il est arrêté à Los Angeles pour avoir demandé des actes sexuels à un agent de police. Deux ans plus tard, il est de nouveau arrêté pour possession de cannabis dans le comté de Los Angeles. En 1983, la police de Beverly Hills l'arrête pour possession d'une arme dangereuse. La même année, il est arrêté pour une affaire dans laquelle il aurait reçu des objets volés mais n'est pas poursuivi pour faute de preuves. Le 1er octobre 1984, Purdy est arrêté à Woodland pour tentative de vol et conspiration criminelle. Il plaide coupable pour réduire sa peine et passe 30 jours en prison. En avril 1987, il est arrêté pour avoir tiré des coups de feu avec un pistolet 9 mm dans la forêt nationale d'Eldorado et pour refus d'obtempérer. Le rapport psychologique constate qu'il est un danger pour lui-même et pour autrui du fait d'une légère déviance mentale. Il plaide de nouveau coupable et passe 45 jours en prison. En cellule, il tente de se suicider par pendaison et de se scarifier les poignets.
Purdy vagabonde aux États-Unis. Il travaille comme agent de sécurité à Glendale en Californie. Il quitte son emploi parce qu'il n'a pas réagi après une bagarre. Il part vivre à Key West en Floride où il est ouvrier pour une crèche et une entreprise de construction jusqu'à l'été 1984. À l'automne, il retourne en Californie, travaillant près de Sacramento puis prenant des cours de soudure à Stockton. En janvier 1988, il travaille pour Numeri Tech Machine Shop et la FR Manufacturing Corporation. À l'été 1988, il voyage vers Portland dans l'Oregon où il travaille dans des chantiers navals. Le 3 août 1988, il achète le AK-47 chinois à Sandy dans l'Oregon en utilisant le nom de Patrick E. West. Il se déplace ensuite au Texas où il ne trouve pas d'emploi, puis travaille un mois à Memphis pour la DuPont Company et ensuite à Windson dans le Connecticut où Purdy travaille de mi-novembre à mi-décembre pour Thames Cogeneration Company. De retour à Stockton en début d'année, il achète un nouveau pistolet 9 mm.

### Motivations
Patrick Edward Purdy se suicide après avoir commis cette tuerie. Ses motivations sont incertaines. Dans sa dernière résidence, sa chambre d'hôtel dans l'El Rancho Motel, les policiers trouvent plus d'une centaine de figurines de soldats et tanks. Dans une conférence de presse, le capitaine Dennis Perry, responsable de l'enquête, indique que Purdy a développé une haine envers tout le monde à travers sa vie. Il le décrit comme un solitaire, sans amis, sans copine connue, alcoolique, dépendant au cannabis.

## Conséquences

### Impact sur le contrôle des armes à feu
La fusillade dans la cour de l'école maternelle de Stockton pousse les lois interdisant la vente d'armes d'assaut à la population civile. L'arme à feu utilisée par le tireur est l'une de celles achetées sur le marché avec les Kalachnikov du fait de leurs faibles coûts. Popularisés dans des séries télévisées comme Miami Vice, ils ont été vus dans différents films d'action. Les trafiquants de drogue et les survivalistes les ont adoptés. 
Le procureur général de la Californie John Van de Kamp critique la facilité avec laquelle il est possible d'acquérir une telle arme. À la demande du maire de San Francisco Art Agnos, la conférence des maires des États-Unis étudie une résolution appelant à l'interdiction de toutes les armes paramilitaires de type AK-47. Le gouverneur de Californie George Deukmejian signe la premier loi interdisant les armes d'assaut de type militaire.
Un an après la tuerie, Peter Jennings se déplace à Stockton pour tourner une émission spéciale sur la restriction des armes à feu aux États-Unis et la réaction à la suite de la fusillade de la cour d'école.

### Fusillade de Standard Gravure
Le 14 septembre 1989, Joseph Wesbecker s'inspire de la fusillade de Patrick Purdy pour tirer sur ses collègues à son lieu de travail à Louisville dans le Kentucky avant de retourner son arme contre lui.

### Citations originales
1. ↑  « Through his lifetime, Purdy developed a hate for everybody. »[10]